# 宽肢钩虾属
宽肢钩虾属（学名：Eurypodogammarus）为镖水蚤科的一个属。宽肢钩虾属区别于其它属在躯体粗壮,每个基节鳃只有1个附鳃。

## 下属物种
本属包括以下物种：
- 沼泽宽肢钩虾 Eurypodogammarus helobius Hou, Morino & Li, 2005[2]